# John-David Bartoe
John-David Francis Bartoe (Abington, 17 de novembro de 1944) é um astrofísico e ex-astronauta norte-americano. Foi também  chefe de pesquisas para a Estação Espacial Internacional no Centro Espacial Johnson em Houston.
Entre 1966 e 1988 trabalhou como astrofísico no Laboratório de Pesquisa Naval dos Estados Unidos em Washington, D.C. Foi nessa especialidade, como funcionário civil da Marinha dos Estados Unidos, que foi ao espaço em 29 de julho de 1985 como especialista de carga da missão STS-51-F Challenger, que trabalhou em órbita com o laboratório Spacelab 2, numa equipe de estudos da qual ele fez parte e missão destinada a pesquisar as camadas externas do Sol.
A partir da 1988 ele foi trabalhar na NASA como cientista-chefe para a ISS e Diretor de Operações do Departamento da Estação Espacial na sede da agência espacial.